# Elektronische leeromgeving
Een elektronische leeromgeving (ELO) of leerplatform is educatieve software die is ontworpen om inhoud en organisatie van leerprocessen aan te bieden. Dit sociaal systeem voor e-learning omvat de technische voorzieningen (hardware, software en telecommunicatie-infrastructuur) die de interactie faciliteert tussen:
1. het proces van leren
2. de communicatie die nodig is voor dat leren
3. de organisatie van het leren.[1]

Een ELO wordt vaak synoniem gesteld aan een course management system dat het logistieke proces binnen een opleiding faciliteert terwijl een learning management system (LMS) of learning content management system (LCMS) de logistieke processen rond een opleiding faciliteert (o.a. aanbod, boeking en doorbelasting). Een ELO wordt ingezet voor blended learning of afstandsonderwijs. Vele universiteiten bieden cursussen aan via OpenCourseWare als  massive open online courses.

## Voorbeelden
open source
- ATutor
- Chamilo
- Claroline
- Dokeos
- Moodle
- Sakai
- Xerte

commercieel
- Blackboard
- Edufrysk
- itslearning
- Magister
- Online Leeromgeving Universiteit Twente

- Pulseweb
- Smartschool
- Toledo (ELO)

## Toezicht en controle
Elektronische leeromgevingen openen mogelijkheden voor digitaal toezicht en controle, zeker wanneer daarbij gebruik gemaakt wordt van kunstmatige intelligentie. Dit is omstreden: zo maakte het Vlaamse leerplatform Smartschool in oktober 2024 bekend kunstmatige intelligentie (AI) te willen inzetten om voortijdig leerproblemen op te sporen, maar het initiatief leidde tot controverse. In april 2025 bleek dat mogelijke inbreuken op de privacy samenhangen met het al dan niet gebruiken van geavanceerde functies in de controlesoftware. Vlaams onderwijsminister Zuhal Demir droeg haar departement op om de digitale leerplatformen op dat stuk door te lichten.